# Cheilinus celebicus
 Cheilinus celebicus és una espècie de peix de la família dels làbrids i de l'ordre dels perciformes.

## Morfologia
Els mascles poden assolir els 24 cm de longitud total.

## Distribució geogràfica
Es troba des de les Moluques fins a Salomó, el sud del Japó i Tonga.